# Kanfanar
Kanfanar (em italiano:  Canfanaro) é um município da Croácia, situado no condado da Ístria. Tem 60,39 km² de área e sua população em 2011 foi estimada em 1.543 habitantes.